# يما (فلم)
يمّا هو فيلم مغربي من إخراج رشيد الوالي سنة 2013، وبطولة كل من رشيد الوالي، مارك صامويل، ياسمين كرلاش، جمال الدين الدخيسي، حسن فولان، سعاد حميدو، وغيرهم.

## القصة
يتناول الفيلم قصة «بوجمعة» (يلعب دوره رشيد الوالي)، الرجل البالغ 40 سنة من العمر، الذي يعمل في مجال الإشهار (الإعلان) بالدار البيضاء، يهرب من رتابة روتين عمله اليوم بواسطة الإنترنت، حيث يجد متعة في التواصل مع امرأة غامضة تعيش في كورسيكا (جزيرة فرنسية في البحر المتوسط، تقع غربي إيطاليا).
وبضغط من والده، يزور القرية التي وُلِد فيها لحضور عرس أخته «عائشة»، ليكتشف زواج أبيه من فتاة صغيرة السن، وبعد خلاف مع والده، يغادر القرية.
وفي طريق عودته يصادف «ليلى» وأختها «غيثة»، ويساعدهما على الوصول إلى الميناء، وهناك يقرر السفر معهما إلى كورسيكا للبحث عن المرأة الغامضة، معتمدا فقط على رسم عين، وعندما يجدها يكتشف أنها لا تختلف كثيرا عن أخته، التي قبلت الزواج بسلبية تامة، فيقرر أن يتزوج من ليلى بعد اكتشافه تميزها.

## جوائز
حصل الفيلم على جائزة أحسن تمثيل رجالي في مهرجان سينما الهجرة الذي أقيمت فعالياته في مدينة أكادير جنوب المغرب، في نوفمبر 2013.

## روابط خارجية
- مقالات تستعمل روابط فنية بلا صلة مع ويكي بيانات